# إيمان بنت الحسين
إيمان بنت الحسين (24 أبريل 1983 -) هي ابنة ملك الأردن الراحل الحسين بن طلال وزوجته الملكة نور والأخت غير الشقيقة لملك الأردن عبد الله الثاني بن الحسين، لها ثلاثة أخوة أشقاء هم حمزة وهاشم وراية.

## حياتها
درست في مدرسة فاي في ماساتشوستس وكلية ماريت في واشنطن العاصمة وانضمت إلى أكاديمية ساندهيرست العسكرية الملكية في عام 2002، ولقد أنهت تدريبها في 8 أغسطس 2003. تعدّ من المسجلين في الجامعة الأمريكية في واشنطن العاصمة، ولقد حصلت على درجة عالية في مجال الطب البيطري.

## حياتها الخاصة
في 20 ديسمبر 2012، أعلن الديوان الملكي الأردني خطوبة الأميرة إيمان من رجل الأعمال زيد عزمي ميرزا. في 22 مارس 2013 تم الزواج. في 8 أكتوبر 2014 أنجبت ابنًا يدعى عمر.